# معامله ناوشکن برای پایگاه

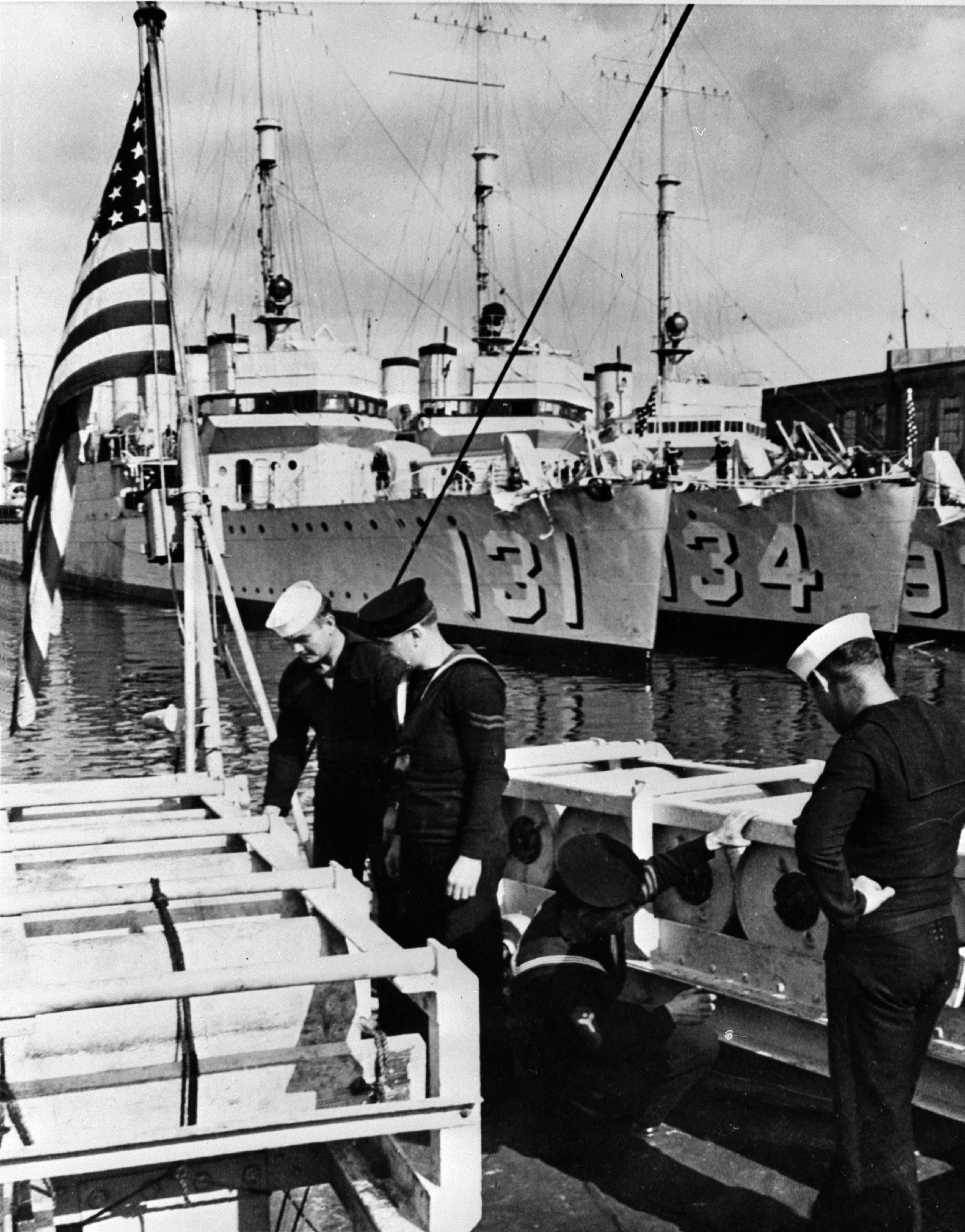
نمایی از ملوانان آمریکایی و بریتانیایی که بارهای معامله را بررسی می‌کنند. در پس‌زمینه، ناوشکن‌های کلاس US Wickes قبل از انتقال آنها دیده می‌شود.- ۱۹۴۰

معامله ناوشکن برای پایگاه (انگلیسی: Destroyers-for-bases deal) قراردادی بین ایالات متحده و بریتانیا در ۲ سپتامبر ۱۹۴۰ بود که بر اساس آن ۵۰ ناوشکن کلاس کالدوول، ناوشکن کلاس ویکس و ناوشکن کلاس کلمسان نیروی دریایی ایالات متحده از نیروی دریایی ایالات متحده آمریکا در ازای حقوق زمین بر دارایی‌های بریتانیا به نیروی دریایی پادشاهی بریتانیا  منتقل شدند.